# Gramadevathepura, Malavalli
Gramadevathepura là một làng thuộc tehsil Malavalli, huyện Mandya, bang Karnataka, Ấn Độ.